# De blauwe vioolspeler

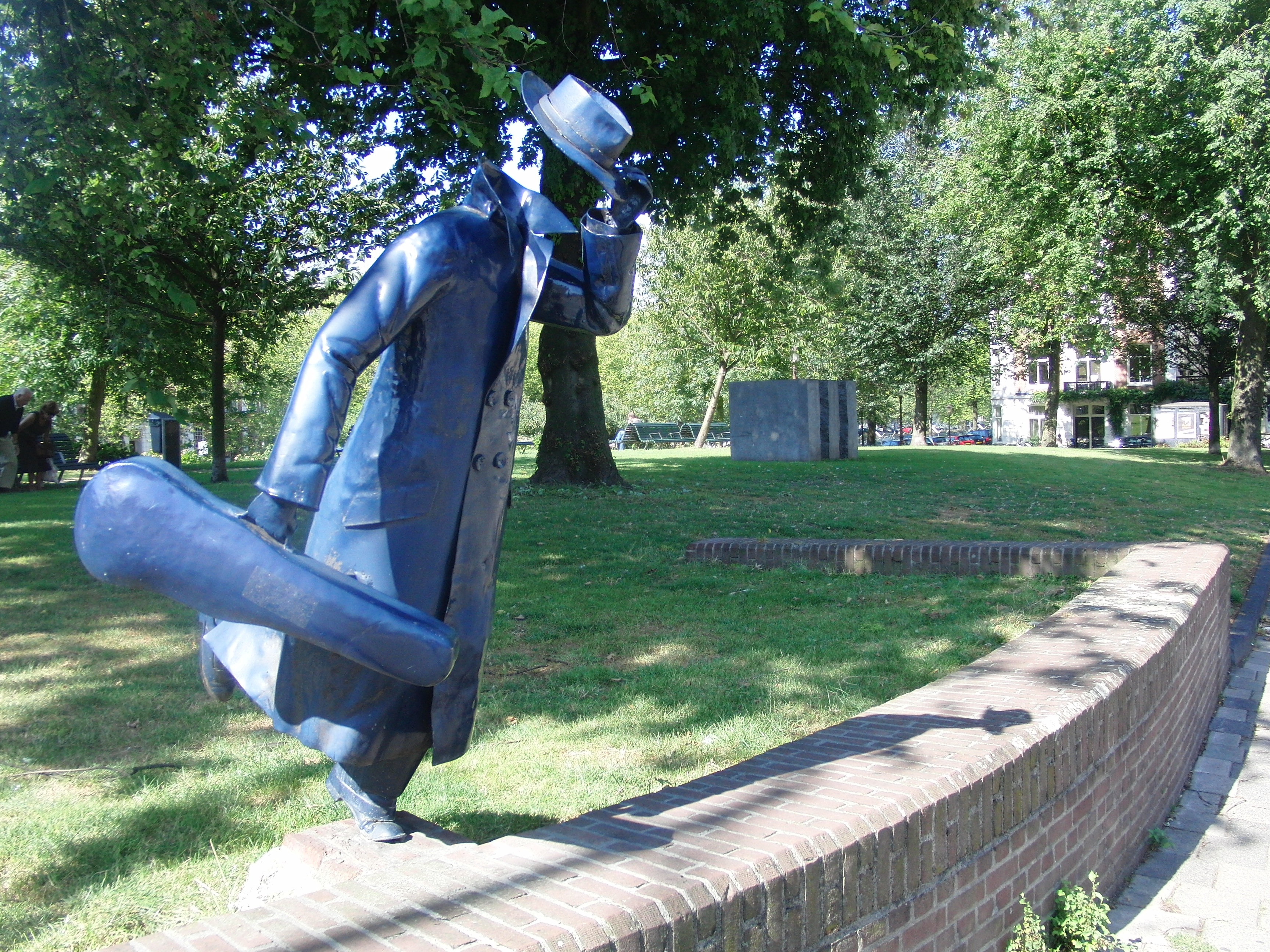

De blauwe vioolspeler is een geassembleerd metalen beeld in het Tweede Marnixplantsoen bij de Raampoortbrug (brug 165) in Amsterdam. Het beeld toont een ogenschijnlijk slechts uit kledingstukken bestaande gestalte, die met een  vioolkist richting Marnixstraat lijkt te rennen. Het beeld wordt ook wel Man probeert lijn 10 te halen of Man met vioolkist genoemd. Het beeld, dat werd geplaatst in 1982, is een tijd weggeweest voor restauratie, waarna het blauw terugkwam.
Dit beeld is, net als de andere beelden die worden toegeschreven aan De Onbekende Beeldhouwer, in alle stilte en anoniem geplaatst.
De gemeente heeft de werken in eigendom ontvangen, op voorwaarde dat de identiteit van de kunstenaar niet bekend wordt gemaakt.